# 叶瓢蜡蝉属
叶瓢蜡蝉属（学名：Folifemurum）是瓢蜡蝉科下的一个属。

## 下属物种
本属包括以下物种：
- 双叶瓢蜡蝉 Folifemurum duplicatum Che, Zhang & Wang, 2013